# JetBrains
JetBrains (формально JetBrains s.r.o., попередня назва — IntelliJ Software s.r.o.) — чеська компанія з розробки програмного забезпечення з 10 офісами, три з них — російські. Відома розроблянням інтегрованого середовища розробки для Java IntelliJ IDEA.
Компанія була заснована в Празі в 2000 році як приватна, трьома російськими програмістами: Сергієм Дмитрієвим, Євгеном Бєляєвим і Валентином Кіпятковим.
У 2022 році, внаслідок російського вторгнення в Україну, компанія оголосила про зупинку продажів своїх продуктів у Росії та Білорусі та призупинення роботи російських офісів на невизначений термін.

## Продукти
- IntelliJ IDEA — IDE для Java, яке надає розробнику широкі можливості для рефакторингу .
- Rider — IDE для .NET, що включає функціональність ReSharper, та має широку підтримку баз даних.
- ReSharper — доповнення для Microsoft Visual Studio .NET для рефакторинга, що підтримує мови C# і Visual Basic .NET
- Omea Reader — програма, яка надає середовище для одночасної роботи з RSS-стрічками, новинами, поштою, файлами і миттєвими повідомленнями
- dotTrace — профайлер для застосунків, розроблених для платформи .NET
- RubyMine — IDE для Ruby і Ruby on Rails
- PyCharm — IDE для Python
- PhpStorm — IDE для PHP
- WebStorm — IDE для веброзробки, працює з HTML/CSS/JavaScript
- TeamCity — централізована система управління побудовою застосунків і безперервної інтеграції, для організації ефективної колективної роботи над кодом застосунків Java і .NET, PHP
- Meta Programming System[en][8] (MPS) — програмне середовище, котре дозволяє створити свою власну мову програмування і використовувати її спільно з будь-якими іншими мовами. Реалізує концепції об'єктно-орієнтованого програмування
- AppCode — IDE для Objective-C, розробка застосунків під Mac OS X, iPhone і iPad
- dotPeek — безкоштовний .NET декомпілятор
- YouTrack — комерційна система відстеження помилок і управління проектами; перший комерційний продукт, створений за допомогою JetBrains MPS

## Виноски
1. 1 2  Commercial Register
2. 1 2 3 4 5  JetBrains Výroční zpráva za období 1.1.2021 – 31.12.2021 společnosti JetBrains s.r.o. — 2022.
3. ↑  About JetBrains (page 4) [Архівовано 16 грудня 2021 у Wayback Machine.] (2021)
4. ↑  Станом на 2021 рік
5. ↑  About. Архів оригіналу за 9 лютого 2016. Процитовано 16 грудня 2021.
6. ↑  Our Offices. Архів оригіналу за 5 грудня 2017. Процитовано 25 листопада 2019.
7. ↑  JetBrains’ Statement on Ukraine | Company Blog. The JetBrains Blog (амер.). Процитовано 2 вересня 2022.
8. ↑  Meta Programming System (англ.). Архів оригіналу за 22 березня 2012. Процитовано 26 липня 2009.